# 忠誠報 (台灣)
《忠誠報》（英語：Honesty and Loyalty Newspaper）為中華民國國防部陸軍司令部發行的軍事專業中文機關報。其前身為《精忠日報》，1948年2月22日在陸軍訓練司令部創刊，1968年1月1日更名為《忠誠報》，是中華民國國軍現有軍報中第一份發刊的報紙。